# برايان مان
برايان مان (بالإنجليزية: Brian Mann)‏ هو لاعب كرة قدم أمريكية أمريكي، ولد في 7 مايو 1980 في ويستوود في الولايات المتحدة.